# Dear John (пісня Тейлор Свіфт)
«Dear John» — пісня з третього студійного альбому американської кантрі-співачки Тейлор Свіфт — «Speak Now». У заголовку згадується «лист Дорогому Джону», який є листом, написаним чоловікові його романтичним партнером, щоб повідомити йому, що їхні стосунки закінчені. Текст пісні описує токсичні та неналежні стосунки 19-річної дівчини зі старшим чоловіком. Спродюсована Свіфтом і Нейтаном Чапманом, пісня «Dear John» — це повільна потужна балада, що поєднує софт-рок, електрик-блюз і кантрі-поп; продакшн включає електрогітарних партій.
У рецензіях на альбом Speak Now багато критиків хвалили «Dear John» за його емоційний вплив і нетрадиційну тематику, хоча деякі критикували звинувачувальний характер тексту як поверховий і недалекоглядний. Оглядаючись назад, критики загалом схвалили пісню та вважали її однією з найкращих у каталозі Свіфт за її написання пісень та емоційний вплив. «Dear John» посіла 54 місце в американському Billboard Hot 100 і 66 місце в канадському Hot 100. Свіфт включила пісню в сет-лист свого світового туру Speak Now (2010–2011). Перезаписана версія під назвою «Dear John (Taylor's Version)» була випущена в складі її третього перезаписаного альбому «Speak Now (Taylor's Version)» 7 липня 2023 року.

## Передумови й реліз

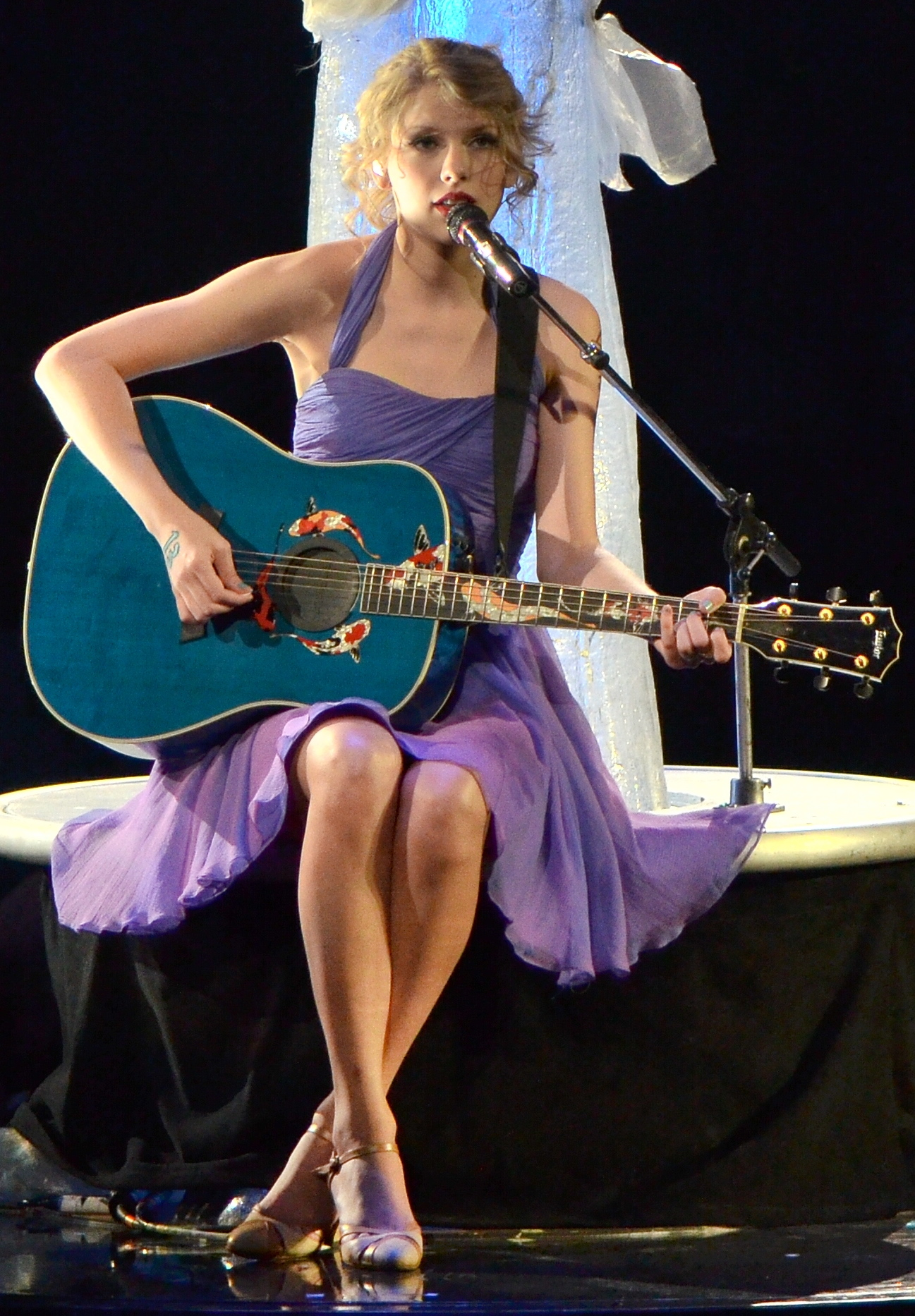
Свіфт у світовому турі Speak Now (2011)

Тейлор Свіфт почала працювати над своїм третім студійним альбомом Speak Now (2010) за два роки до його виходу. За словами Свіфт, альбом являє собою збірку пісень про те, що вона хотіла, але не могла сказати людям, яких зустрічала в реальному житті. В альбомних примітках до Speak Now Свіфт пояснила, що кожна пісня в альбомі є «відкритим листом» до когось у її житті, «розповідаючи їм те, що я хотіла сказати їм особисто», зазначивши, що одна пісня, зокрема, адресована «комусь, хто на деякий час зробив мій світ дуже темним». Коли журналіст Rolling Stone Браян Хайатт запитав про «безжалісність» треку, Свіфт сказав: «У кожних зі своїх стосунків я була добра і чесна. [...] Швидше за все, якщо про них написано так, як їм не подобається, це тому, що вони зробили мені дуже боляче. [...] Я не думаю, що це підло».
В інтерв’ю з Браяном Менсфілдом для USA Today (жовтень 2010) вона сказала, що темою «Dear John» був її колишній хлопець, про якого також написана «The Story of Us», інша пісні Speak Now. Тоді як «The Story of Us» була натхнена їхньою зустріччю на церемонії вручення нагород, «Dear John» був схожий на «останній електронний лист, який ви надіслали комусь, з ким ви були в стосунках». Пісня є треком номер п'ять на Speak Now, який був випущений 25 жовтня 2010 року. Свіфт включила пісню до сет-листу свого світового туру Speak Now (2011–2012). Під час шоу, коли пісня наближалася до кінця, на сцені вибухали феєрверки, які супроводжувались словами: «Я сяю, як феєрверки, над твоїм сумним, порожнім містом». 24 червня 2023 року на концерті в Міннеаполісі в рамках туру Eras Tour Свіфт виконала «Dear John» як «пісню-сюрприз».

## Музика та продакшн
«Дорогий Джон» — це повільна потужна балада, створена Свіфт і Нейтаном Чапманом. Пісня, тривалістю 6 хвилин і 43 секунди (6:43), є найдовшою на Speak Now. Музичні критики описували жанр як софт-рок, електрик-блюз, кантрі і кантрі-поп. Вони виявили вплив блюзових стилів, таких як блюз-рок, зокрема завдяки звучанню електрогітари; Марк Хоган з Spin і Джонатан Кіф з Slant Magazine приписували елементи блюзу можливому впливу музиканта Джона Меєра, причому Кіф вважав, що «блюз-поп» аранжування нагадує аранжування альбому Меєра 2006 року Continuum. У «Los Angeles Times» Енн Паверс написала, що вокал Свіфт у «Dear John» значно збільшується порівняно з вокалом у її попередніх піснях: «вона відкриває горло так широко, що майже кричить». За словами Джорджа Ленга з The Oklahoman, "'Dear John» міг би бути тирадою, гідної Поллі Джин Гарві».

## Інтерпретація
Назва «Dear John» посилається на вираз «лист Дорогому Джону», який належить до листа, написаного чоловікові його романтичним партнером, щоб повідомити йому, що їхні стосунки закінчені. Роб Шеффілд із журналу Rolling Stone підсумував текст пісні як «аналіз невдалих квазі-стосунків, без щасливого кінця, без моралі, без вирішення, навіть без засвоєного уроку – лише погані спогади». Оповідачем є 19-річна дівчина, якою маніпулює старший чоловік, мотиви якого вона описує як «темні» та спотворені. Вона описує причини, чому її серце розбите, сперечається з чоловіком («Ти не думаєш, що я була надто молода, щоб руйнувати мене?»), згадує їх бурхливі стосунки («Ти експерт з вибачень / і збереження розмитих кордонів / І ніколи не був вражений успішним складанням твоїх тестів / Всі дівчата, яких ти висушив / Мають втомлені, неживі очі / Тому що ти спалив їх») і звинувачує себе в їх проблемах («Я повинна була знати»).
Після бриджу вона каже йому: «Я сяю, як феєрверки, над твоїм сумним, порожнім містом», заявляючи про своє рішення йти далі. Деякі критики відзначали, що ця частина є кульмінаційною. Останній рядок змінюється з «Я повинна був знати» на «Ти повинен був знати», притягаючи чоловіка до відповідальності за його вчинки. Ерік Р. Дантон з Hartford Courant вважав текст продовженням «жалібного підліткового щенячого мислення» попередніх альбомів Свіфт, й дослідженням більш дорослих перспектив. Соціолог і кримінолог Лаура Л. Фінлі вважає, що оповідач пережила сексуальне насильство, коли вона була надто молодою.
Через гучні, нетривалі стосунки Свіфт зі співаком і автором пісень Джоном Меєром ЗМІ припустили, що «Dear John» міг бути натхненний ним. В інтерв’ю журналу Rolling Stone (червень 2012 року) Меєр сказав, що ця пісня «принизила» його, і назвав її «дешевим написанням пісні». Свіфт ніколи не підтверджувала і не спростувала взаємини, сказавши в інтерв’ю Glamour (жовтень 2012 року): «Як зухвало! Я ніколи не розголошую, про кого мої пісні». Музикознавець Джеймс Е. Пероне порівняв «Dear John» із «How Do You Sleep» (1971) Джона Леннона, нібито про колегу-музиканта Пола Маккартні, в тому, як обидві пісні були відкритими листами, спрямованими до іншої знаменитості, які вплинули на їх особисте життя. Кріс Вілман з Yahoo! писав, що з часів відносин Леннона та Маккартні «великий поп-співак і автор пісень так публічно й безтурботно не критикував іншого у своїй пісні», і він стверджував, що «Dear John» була «сміливішою... і різкішою» через її «вразливість і ранимість». Пероне та Таффі Бродессер-Акнер з The Paris Review прокоментували, що пісня натякає на багато нібито егоїстичні й суперечливі риси Меєра; у цьому сенсі остання вважала це «майстер-класом з пасивної агресії».

## Рецензії критиків
Багато критиків вибрали «Dear John» як найкращу пісню альбому Speak Now за її продакшн та емоційний вплив. До таких критиків належать Джон Караманіка в The New York Times (який хвалив продакшн блюзу за те, що він вийшов за межі зони комфорту кантрі-музики Свіфт), Мікаель Вуд у Spin (кажучи, що це «епічна поезія поп-кантрі»), і Вілман у The Hollywood Reporter (підкреслюючи «кульмінацію, що викликає озноб»). Бріттані Спанос з Rolling Stone і Нейт Джонс з Vulture підкреслили схожість продакшну з музикою Меєра, і Спанос вважала його кращим за будь-який з його робіт.
Кілька критиків також високо оцінили яскраві та детальні тексти — Ден ДеЛука з The Philadelphia Inquirer сказав, що «Dear John» є ознакою «зростаючої впевненості» Свіфт у написанні пісень. Хоган написав, що ця якість, поряд з обміркованим темпом пісні, зробили «Dear John» «руйнівним приниженням на віки». Тим часом Пероне вважав, що довжина треку є слабкою стороною, оскільки вона перевантажує хронометраж альбому. Інші критики вважали текст пісні поверхневим і недалекоглядним, у тому числі Джон Дж. Мозер з The Morning Call (критикуючи Свіфт як «зле дівчисько, що плаває в жалості до себе»), Престон Джонс з Fort Worth Star-Telegram (називаючи пісню «поблажливий») і Кіф (вважаючи її самовдоволенням). Billboard поставив пісню «Dear John» на 18 місце у своєму списку «100 найкращих глибоких пісень поп-зірок 21 століття», а його редактор Джейсон Ліпшутц похвалив, що «кожен поранений склад має важливе значення, кожне бурхливе звинувачення методично розгортається».
Критики визнали «Dear John» однією з найкращих пісень Свіфта. Шеффілд (2021), Сонг (2019), і Рошін О’Коннор (2019) з The Independent включили його до 10-ки її найкращих треків. Для Шеффілда, хоча пісня може звучати як спонтанний вихід, «потрібен один хитрий оператор, щоб така заплутана пісня виглядала так». Clash (2021) включив «Dear John» до 15 найкращих пісень Свіфт — авторка Лорен ДеГоллон згадала, як наївність оповідача робить пісню водночас болісною та прекрасною для прослуховування.

## Чарти
| Чарт (2010)                               | Найвища позиція |
| ----------------------------------------- | --------------- |
| Canada (Canadian Hot 100)                 | 68              |
| US Billboard Hot 100                      | 54              |
| US Country Digital Song Sales (Billboard) | 4               |

## Сертифікації
| Регіон                                                      | Сертифікація | Продажі |
| ----------------------------------------------------------- | ------------ | ------- |
| Австралія (ARIA)                                            | Золотий      | 35 000  |
| продажі+прослуховування, що базуються лише на сертифікаціях |              |         |

## «Dear John (Taylor's Version)»
Після підписання нового контракту з Republic Records, Свіфт почала перезапис своїх перших шести студійних альбомів у листопаді 2020 року. Перезаписана версія «Dear John» під назвою «Dear John (Taylor's Version)» була випущена 7 липня 2023 року на Republic Records як частина Speak Now (Taylor's Version), третього перезаписаного альбому Свіфт.

### Персонал
Адаптовано з нотаток цифрового альбому Speak Now (Taylor's Version)
- Тейлор Свіфт — вокал, бек-вокал, автор пісень, продюсерка
- Крістофер Роу — продюсер, інженер вокалу
- Девід Пейн — інженер звукозапису
- Лоуелл Рейнольдс — асистент інженера звукозапису, редактор
- Дерек Гартен — інженер, редактор, програмування
- Сербан Генея — міксинг
- Брайс Бордоне — мікс інженер
- Ренді Меррілл — мастеринг
- Метт Біллінгслі — барабани, перкусія, вібрафон
- Амос Геллер — бас-гітара
- Павло Сідоті — електрогітара
- Майк Медоуз — акустична гітара, орган Гаммонда, бек-вокал
- Макс Бернштейн — електрогітара, синтезатор
- Девід Кук — фортепіано
- Ден Бернс — програмування синтезатора

### Чарти
| Чарт (2023)                      | Найвище положення |
| -------------------------------- | ----------------- |
| Australia (ARIA)                 | 26                |
| Canada (Canadian Hot 100)        | 35                |
| Global 200 (Billboard)           | 28                |
| Greece (IFPI)                    | 90                |
| New Zealand (Recorded Music NZ)  | 27                |
| Philippines (Billboard)          | 7                 |
| UK Streaming (OCC)               | 49                |
| US Billboard Hot 100             | 26                |
| US Hot Country Songs (Billboard) | 9                 |